# Нова Ружа
Нова Ружа (пол. Nowa Róża, нім. Neurose) — село в Польщі, у гміні Новий Томишль Новотомиського повіту Великопольського воєводства.
Населення — 120 осіб (2011).
У 1975-1998 роках село належало до Познанського воєводства.

## Демографія
Демографічна структура станом на 31 березня 2011 року:
|          | Загалом | Допрацездатний вік | Працездатний вік | Постпрацездатний вік |
| -------- | ------- | ------------------ | ---------------- | -------------------- |
| Чоловіки | 60      | 13                 | 42               | 5                    |
| Жінки    | 60      | 13                 | 35               | 12                   |
| Разом    | 120     | 26                 | 77               | 17                   |